# Anders Hellant
Anders Hellant, född 30 november 1717 i Pello kyrkoby, dåvarande Övertorneå socken på östra sidan Torne älv, död 23 november 1789 i Torneå, var en svensk astronom.

## Biografi
Hellant föddes på Korteniemi gård i Pello by som son till handelsmannen Anders Henriksson Hellant och Brita Kempe. Föräldrarna hade flytt till Korteniemi från hemstaden Torneå för att komma undan ryssarnas härjningar under Stora ofreden. Modern var dotterdotter till Arendt Grape.
Hellant blev extra kanslist i Västerbotten 1735, deltog 1736–1737 under Pierre de Maupertuis i den svensk-franska gradmätningen i Lappland och blev 1737 auskultant i Kommerskollegium. Under Anders Celsius presidium utgav han 1738 vid Uppsala universitet en avhandling på latin och svenska rörande Et nyt sätt at fiska i the norländska elfwer, men avbröt sedermera sina akademiska studier. Hellant blev 1741 vice häradshövding och bosatte sig i Torneå, där han ägnade sig åt praktisk verksamhet. Han deltog emellertid 1748–49 som astronomisk observator i svenska gränskommissionen, blev 1750 ledamot av Vetenskapsakademien, 1756 ekonomie-direktör i Lappmarken och sysselsatte sig på lediga stunder fortfarande med astronomiska observationer.
Hellant var en av de första som observerade den Svenska Vallens höjning. Som astronom utförde han bland annar åtskilliga longitudbestämningar. Bland hans skrifter kan nämnas 18 uppsatser i Vetenskapsakademiens Handlingar, däribland Magnetnålens misvisning etc. i Upsala (1740) och Om vattnets värma i Norden (1753), samt almanackor för Torneå horisont för 1744 och 1748; i 1744 års almanack finns även en beskrivning över staden Torneå.
Lantmätaren Erik Tobé, som ägnade stort intresse åt gradmätningen i Tornedalen 1736–37, författade i detta ämne bland annat Anders Hellant: en krönika om sjuttonhundratalets märkligaste tornedaling (1991). Olof Hederyd berättar om Hellant i sin delvis dokumentära roman Isak Mustaparta.

## Minnesmärken
- En minnessten på Torneå kyrkogård.
- En minnessten vid kyrkan i Pello i Finland.
- En minnesplatta på huset på gatan Hallituskatu i Torneå på platsen där han bodde.
- En gata i finska Pello.
- En gata i Torneå.